# Fredrik Östman
Otto Fredrik Daniel Östman, född 26 augusti 1837 i Lohärads socken, Stockholms län, död 5 april 1922 i Hudiksvall, var en svensk läroverkslärare och kommunalpolitiker. 
Östman blev student vid Uppsala universitet 1857, filosofie kandidat 1862 och filosofie doktor 1863 på avhandlingen Jobs 40 och 41 capitel. Han var extralärare i Norrtälje 1863–1864 och tjänstgjorde som adjunkt vid Hudiksvalls högre allmänna läroverk 1864–1906. Han var ordförande i AB Göteborgssystemet i Hudiksvall från 1873. Han var ledamot av stadsfullmäktige i Hudiksvalls stad 1875–1905 och dess ordförande 1891–1901. Han var även mångårig ledamot av Gävleborgs läns landsting. Han blev ledamot av styrelsen för Hudiksvalls sparbank 1898 och var dess vice verkställande direktör sedan 1914. Han var även ledamot av styrelsen för Hudiksvalls lasarett och stadens skolstyrelse.